# Буда-Софиевка
Буда-Софиевка (бел. Буда-Сафіеўка) — деревня в Буйновичском сельсовете Лельчицкого района Гомельской области Беларуси.

## География

### Расположение
В 28 км на северо-восток от Лельчиц, 39 км от железнодорожной станции Ельск (на линии Калинковичи — Овруч), 187 км от Гомеля.

## Транспортная сеть
На автодороге Лельчицы — Мозырь. Планировка состоит из прямолинейной улицы, ориентированной с юго-запада на северо-восток, к которой с юга присоединяются 2 и с севера короткая прямолинейная улицы. На северо-востоке — обособленный участок застройки. Строения преимущественно деревянные, усадебного типа.

## История
Согласно письменным источникам известна с XIX века как селение в Буйновичской волости Мозырского уезда Минской губернии. В 1908 году открыта земская школа, которая разместилась в наёмном крестьянском доме. В июле 1914 года солдатами запасной части было разгромлено поместье помещика Маркварта, находившееся рядом.
В 1930 году организован колхоз «Парижская Коммуна», работала кузница. Во время Великой Отечественной войны в июле 1943 года оккупанты сожгли деревню и убили 25 жителей. В боях за освобождение деревни погибли 67 советских солдат (похоронены в братской могиле в 1,5 км на юг от деревни). В годы войны погибли 103 жителя, в память о них в 1956 году в центре деревни установлена скульптура солдата. Согласно переписи 1959 года центр колхоза «Рассвет». Расположены 9-летняя школа, клуб, библиотека, отделение связи, магазин, фельдшерско-акушерский пункт.

## Население

### Численность
- 2004 год — 159 хозяйств, 390 жителей.

### Динамика
- 1897 год — 3 двора, 30 жителей (согласно переписи).
- 1908 год — 47 дворов, 301 житель.
- 1917 год — в деревне 473 жителя, в поместье 53 жителя.
- 1921 год — 107 дворов, 560 жителей.
- 1940 год — 195 дворов.
- 1959 год — 550 жителей (согласно переписи).
- 2004 год — 159 хозяйств, 390 жителей.